# Веселівська сільська рада (Балаклійський район)
Весе́лівська сільська́ ра́да — колишній орган місцевого самоврядування в Балаклійському районі Харківської області. Адміністративний центр — селище Веселе.

## Загальні відомості
- Веселівська сільська рада утворена в 1921 році.
- Територія ради: 133,848 км²
- Населення ради: 2 346 осіб (станом на 2001 рік)
- Територією ради протікає річка Сіверський Донець.

## Населені пункти
Сільській раді були підпорядковані населені пункти:
- с-ще Веселе
- с-ще Крючки
- с-ще Новоселівка
- с-ще Нурове
- с. Пазіївка
- с. Слабунівка
- с-ще Теплянка
- с. Українка

### Колишні населені пункти
- Макарівка

## Склад ради
Рада складалася з 16 депутатів та голови.
- Голова ради: Петухов Василь Васильович
- Секретар ради: Іванова Ольга Іванівна

### Керівний склад попередніх скликань
| Прізвище, ім'я, по батькові | Основні відомості                                                                       | Дата обрання | Дата звільнення |
| --------------------------- | --------------------------------------------------------------------------------------- | ------------ | --------------- |
| Петухов Василь Васильович   | Сільський голова, 1954 року народження, освіта вища, член Соціалістичної партії України | 26.03.2006   | 31.10.2010      |
| Петухов Василь Васильович   | Сільський голова, 1954 року народження, освіта вища, член Партії регіонів               | 31.10.2010   |                 |

Примітка: таблиця складена за даними сайту Верховної Ради України

### Депутати
За результатами місцевих виборів 2010 року депутатами ради стали:

#### За суб'єктами висування
| Суб'єкт висування | Кількість обраних депутатів | %    |
| ----------------- | --------------------------- | ---- |
| Партія регіонів   | 14                          | 87,5 |
| Самовисування     | 2                           | 12,5 |

#### За округами
| № округу        | Прізвище, ім'я, по батькові     | Дата визнання обраним | Освіта  | Партійна приналежність | Відомості про обраного депутата                                |
| --------------- | ------------------------------- | --------------------- | ------- | ---------------------- | -------------------------------------------------------------- |
| Партія регіонів |                                 |                       |         |                        |                                                                |
| 2               | Гаврашенко Ольга Григорівна     | 01.11.2010            | вища    | член Партії регіонів   | Веселівська сільська рада, головний бухгалтер                  |
| 3               | Іванова Ольга Іванівна          | 01.11.2010            | середня | член Партії регіонів   | Веселівська сільська рада, секретар                            |
| 5               | Гутник Микола Михайлович        | 01.11.2010            | вища    | член Партії регіонів   | Веселівська загальноосвітня школа, вчитель                     |
| 6               | Павленко Олександр Іванович     | 01.11.2010            | вища    | позапартійний          | ДП ДГ «Червоний Жовтень», керуючий відділом № 2                |
| 7               | Терещенко Олександр Вікторович  | 01.11.2010            | вища    | член Партії регіонів   | ДП ДГ «Червоний Жовтень», керуючий відділом № 3                |
| 8               | Лихина Римма Василівна          | 01.11.2010            | середня | позапартійна           | Нурівський фельдшерсько-акушерський пункт, молодшою медсестрою |
| 9               | Слабун Світлана Василівна       | 01.11.2010            | середня | член Партії регіонів   | приватний підприємець                                          |
| 10              | Олійник Олександр Петрович      | 01.11.2010            | середня | позапартійний          | ДП ДГ "Червоний Жовтень, керуючий відділом № 4                 |
| 11              | Носуля Олександр Іванович       | 01.11.2010            | середня | позапартійний          | Фірма «Сенай», охоронець                                       |
| 12              | Нестеренко Іван Іванович        | 01.11.2010            | середня | позапартійний          | приватний підприємець                                          |
| 13              | Бараннік Наталія Михайлівна     | 01.11.2010            | середня | позапартійна           | Теплянська амбулаторія ЗПСМ                                    |
| 14              | Скрипкіна Наталія Василівна     | 01.11.2010            | середня | член Партії регіонів   | Слабунівський фельдшерсько-акушерський пункт, завідувачка      |
| 15              | Харун Леонід Олександрович      | 01.11.2010            | середня | член Партії регіонів   | Веселівська сільська рада, спеціаліст                          |
| 16              | Ромащенко Михайло Олександрович | 01.11.2010            | середня | позапартійний          | Теплянська амбулаторія, водій                                  |
| Самовисування   |                                 |                       |         |                        |                                                                |
| 1               | Тютюнник Петро Михайлович       | 01.11.2010            | вища    | позапартійний          | приватний підприємець                                          |
| 4               | Майборода Тетяна Миколаївна     | 27.11.2010            | вища    | член Партії регіонів   | ДП «Червоний Жовтень», фахівець                                |